# Uzbeki
Uzbeki so turški narod, ki živi v osrednji Aziji, predvsem v Uzbekistanu ter tudi v okoliških državah, kot npr. Tadžikistan, Afganistan in Kirgizistan kjer imajo status manjšine. Govorijo uzbeščino, katera spada med turške jezike.